# John P. Wilson
John Patrick Wilson, irl. Seán Pádraig Mac Uilliam (ur. 8 lipca 1923 w Kilcogy w hrabstwie Cavan, zm. 9 lipca 2007 w Dublinie) – irlandzki polityk, nauczyciel i wykładowcy akademicki, działacz partii Fianna Fáil, deputowany, minister w różnych resortach, w latach 1990–1993 tánaiste.

## Życiorys
W młodości uprawiał futbol gaelicki. Z drużyną Cavan GAA dwukrotnie zwyciężył w rozgrywkach All-Ireland Senior Football Championship. Kształcił się w szkole średniej w miejscowości Longford. Następnie ukończył studia na National University of Ireland w Galway i na Uniwersytecie Londyńskim. Pracował jako nauczyciel w szkołach średnich w Letterkenny i Dublinie. Działał w zrzeszającym nauczycieli szkół średnich związku zawodowym ASTI, którym kierował pod koniec lat 50. Od 1964 był wykładowcą na University College Dublin, a od 1969 w St Patrick’s College.
Zaangażował się w działalność polityczną w ramach Fianna Fáil. W 1973 uzyskał mandat deputowanego do Dáil Éireann. Z powodzeniem ubiegał się o poselską reelekcję w wyborach w 1977, 1981, lutym 1982, listopadzie 1982, 1987 i 1989, zasiadając w niższej izbie irlandzkiego parlamentu do 1992. Wchodził w skład rządów, którymi kierowali przywódcy FF: Jack Lynch, Charles Haughey i Albert Reynolds. Pełnił funkcję ministra edukacji (1977–1981), transportu oraz poczty i telegrafów (1982), komunikacji (1987), turystyki i transportu (1987–1989), marynarki (1989–1992), gospodarki morskiej (1989–1992), środowiska (1991), obrony i spraw Gaeltachtu (1992–1993). Od listopada 1990 do stycznia 1993 sprawował urząd wicepremiera. W 1999 powołano go w skład Independent Commission for the Location of Victims’ Remains.
Był krewnym polityka Diarmuida Wilsona.